# Pierre Lewden
Pierre Lewden   (Liborna, 21 de febrer de 1901 - Montberthault, 30 d'abril de 1989) va ser un atleta francès, especialista en el salt d'alçada, que va competir durant la dècada de 1920. Va prendre part en tres edicions dels Jocs Olímpics. El 1924, a París, va guanyar la medalla de bronze en la competició del salt d'alçada, mentre el 1920 i 1928 fou setè. Tot i la seva baixa estatura (1.67 m) Lewden se situà entre els millors saltadors mundials entre 1921 i 1925.

## Millors marques
- salt d'alçada. 1m 95cm (1925)[1]